# Horsburgh Island
Horsburgh Island, auch Pulau Luar genannt, ist eine der Kokosinseln Australiens. Die kleine Insel ist 1,04 km² groß und in ihrer Mitte befindet sich eine kleine Lagune, die sich im Nordosten zum Indischen Ozean öffnet. Horsburgh ist die nördlichste Insel des Atolls der South Keeling Islands, das größere der beiden Atolle der Kokosinseln.
Die Insel liegt 25 km südlich von North Keeling, etwa 2940 km nordwestlich von Perth, 3695 km westlich von Darwin, 960 km südwestlich der Weihnachtsinsel und mehr als 1000 km südwestlich von Java und Sumatra entfernt.

## Geschichte
Die Familie Clunies-Ross, der die Kokosinseln gehörten, hielt auf der Insel ursprünglich Hirsche zur Jagd.
Die Insel ist nach James Horsburgh benannt, einem Hydrographen der Britischen Ostindien-Kompanie. Er war Autor eines 1809–11 publizierten Standardwerks für die Navigation im Orient, welches auch die Kokosinseln enthielt und bis Mitte des 19. Jahrhunderts in Gebrauch blieb.
Während des Zweiten Weltkriegs im Jahr 1941 wurden am südlichsten Punkt der Insel Kanonen durch ceylonesische Truppen aufgestellt. In der Nacht vom 8./9. Mai 1942 fand die Kokosinseln-Meuterei statt, wobei die ceylonesischen Artilleristen ihre britischen Vorgesetzten zu arrestieren versuchten. Sie fühlten sich von ihnen unterdrückt und da sich die Kriegslage zugunsten Japans geändert hatte, wollten sie die Kokosinseln übergeben.
Auf der Insel befinden sich heute noch die zwei 6-Inch-Hinterladergeschütze – eines in stark rudimentären Zustand –, die heute unter Denkmalschutz stehen.

## Flora und Fauna
Die Insel ist zu 28 % mit Bäumen bedeckt, wobei es sich größtenteils um Kokospalmen handelt, die während der Kopra-Gewinnung im frühen 20. Jahrhundert gepflanzt wurden. Die Insel ist von Korallenriffen umgeben, die ein vielfältiges Meeresleben unterstützen, darunter Falterfische, Napoleon-Lippfische, Seeigel und Seegurken. Die umgebende Lagune und die Riffe gehören zur Cocos Marine Conservation Area, einem Teil des nationalen Meeresparks, der 1995 ausgewiesen wurde.
Zu den auf der Insel beobachteten Vogelarten zählen die Augenbrauenente, Spießente, Bindenralle, Flussuferläufer, Braunnoddi, Weißschwanz-Tropikvogel, Arielfregattvogel, Weißbauchtölpel, Rotrückenreiher, Kaschmirschwalbe und Weißstirn-Brillenvogel.